# Violent Femmes (álbum)
Violent Femmes es el primer álbum de estudio del grupo estadounidense Violent Femmes. Es considerado por la crítica uno de los álbumes más característicos de los comienzos de la música indie norteamericana y un disco de culto en estos ambientes.

## Historia del álbum
La mayor parte de las canciones que entrarían a formar parte del disco fueron compuestas por el cantante de la banda, Gordon Gano, cuando aún se encontraba en el instituto en su ciudad natal, Milwaukee (Wisconsin).

## Lista de canciones
Todas las canciones compuestas por Gordon Gano.

### Cara A
1. «Blister in the Sun» - 2:25
2. «Kiss Off» - 2:56
3. «Please Do Not Go» - 4:15
4. «Add It Up» - 4:44
5. «Confessions» - 5:32

### Cara B
1. «Prove My Love» - 2:39
2. «Promise» - 2:49
3. «To the Kill» - 4:01
4. «Gone Daddy Gone» - 3:06
5. «Good Feeling» - 3:59

### Pistas extras de la edición en CD
1. «Ugly» - 2:21
2. «Gimme the Car» - 5:04

## Intérpretes
- Gordon Gano: guitarra, violín, voz principal.
- Brian Ritchie: bajo acústico, bajo eléctrico, xilófono, voz.
- Victor DeLorenzo: percusión, voz.
- Mark Van Hecke: piano en «Good Feeling»